# H.G. Wells
Herbert George Wells, bekend als H.G. Wells, (Bromley, Kent, 21 september 1866 – Londen, 13 augustus 1946) was een Brits schrijver, bekend van zijn sciencefictionverhalen en -romans, in het bijzonder The War of the Worlds (Oorlog der Werelden), The Invisible Man (De onzichtbare man) en The Time Machine (De Tijdmachine).
The War of the Worlds werd veertig jaar na publicatie plotseling voor een tweede maal wereldberoemd door de hevige commotie rond de uitzending van het gelijknamige hoorspel, in 1938, door Orson Welles.
In 1978 werd Jeff Waynes muzikale versie van het boek een wereldhit. In 2004 maakte Wayne een podiumbewerking van het stuk en sinds 2006 toert hij ermee over de hele wereld. Het werk blijkt 30 jaar na het eerste verschijnen opnieuw een groot succes.
Dat The War of the Worlds een blijvende aantrekkingskracht heeft op schrijvers, muzikanten en filmmakers, bleek eens te meer toen Steven Spielberg er in 2005 een waar Hollywood-rampenspektakel op baseerde.
De roman De onzichtbare man (originele titel The Invisible Man) vormde de basis voor de film The Invisible Man uit 1933, een van de grote horrorfilms uit de jaren 30 van de 20ste eeuw. Het boek inspireerde ook tot twee televisieseries: The Invisible Man (televisieserie uit 1958) en The Invisible Man (televisieserie uit 1975). In 2020 kwam een moderne filmbewerking van het boek van H.G. Wells uit, een thriller van Leigh Whannell die zich bedient van de nieuwste technologie: The Invisible Man.
De HG Wells-krater, gelegen aan de andere kant van de maan, is vernoemd naar de auteur van The First Men in the Moon (1901) in 1970.

## Leven
Wells werd geboren in Bromley, Kent, Engeland; destijds nog een typische plattelandsplaats, tegenwoordig een wijk in het zuidoosten van Londen. Hij was van bescheiden komaf; zijn vader was een beroepscricketer, zijn moeder huishoudster. Hij was van kindsbeen af gefascineerd door de wetenschap, maar hij faalde in zijn studies en ook met een leercontract liep het fout. Toch kon hij werk vinden als studiebegeleider voor wetenschapsstudenten.
Wells schreef zijn eerste boek in 1888 en zou bij leven een van de populairste schrijvers in het Engelse taalgebied worden. Een aantal van de dingen die hij in zijn fictie beschreef zou later uitkomen: zo schreef hij al in 1914 over de atoombom en voorspelde hij dat de auto en trein zouden leiden tot een trek vanuit de grote steden naar de voorsteden.
Wells was zijn leven lang een anti-religieuze socialist, die veel heil zag in een wereldregering. Deze zou niet gebaseerd moeten zijn op de parlementaire democratie maar eerder op een technocratie: het stemrecht zou volgens hem alleen weggelegd moeten zijn voor wetenschappers, ingenieurs enz.
Naast zijn fictie is Wells ook beroemd geworden door zijn geschiedkundige non-fictie werken. Zijn The Outline of History, dat voor het eerst verscheen in 1920 en dat hij daarna meermalen bewerkte, wordt nog altijd gezien als een goede introductie in de geschiedenis.
De Amerikaanse technoartiest Jeff Mills is een fan van Wells' werk en maakte conceptalbums van zijn boeken Timemachine en een eigen verhaal gebaseerd op When The Sleeper Wakes dat uit diverse albums bestaat.

## Privé
Wells had een kleurrijk liefdesleven. In 1891 trouwde hij met zijn nicht Isabel Mary Wells (1865-1931; vanaf 1902 Isabel Mary Smith). Zij scheidden in 1894. Daarna trouwde hij met Amy Catherine Robbins (1872–1927, later Jane), maar had met haar toestemming ook relaties met onder meer de Amerikaanse activiste Margaret Sanger en de Nederlandse schrijfster Odette Keun, de Russische spion Moura Budberg (1892-1974) en de auteur Elizabeth von Arnim (1866-1941) . In 1909 kreeg hij een dochter, Anna-Jane (1909-2010), met de schrijfster Amber Reeves (1887-1981). Niet te vergeten dat Rebecca West (1892-1983), een beroemde journalist en reisschrijfster, zijn minnares werd toen ze amper twintig was. Ze voedde hun beider zoon Anthony Panther West (1914-1987) alleen op. Met Keun, aan wie hij zijn "The World of William Clissold" opdroeg, woonde hij een periode samen in het Franse Grasse.